# كلار ماري ويا
كلار ماري دانكين ويا (بالإنجليزية: Clar Marie Duncan Weah)‏ من مواليد 11 مارس 1965 في جمايكا، هي سيدة أعمال وفاعلة خير، ومحامية، والسيدة الأولى الحالية لجمهورية ليبيريا. وهي زوجة جورج مانيه ويا، الرئيس الخامس والعشرين لجمهورية ليبيريا، الذي تم انتخابه في عام 2017. أسست كلار مؤسسة (كلار هوب) في عام 2018؛ بهدف تحسين سبل عيش الأشخاص الأقل حظًا في ليبيريا.

## تكريمات
- عين الاتحاد الأفريقي لكرة القدم ويا في مارس 2018، في ندوة نسائية في المغرب، سفيرة وبطلة لكرة القدم النسائية.[3]
- عينت كلار في مؤسسة ميرك[4] سفيرة "أكثر من أم" في ليبيريا.[5]